# Battaglia di Dilman
La battaglia di Dilman fu uno scontro che ebbe luogo il 15 aprile 1915, durante la prima guerra mondiale in Dilman. La battaglia vide contrapposte le forze dell'Impero russo, guidate dal generale Tovmas Nazarbekian, a quelle dell'Impero ottomano. Oltre agli ufficiali armeni che servivano nell'Armata del Caucaso e che quindi erano sotto il controllo di Nazarbekian, gli Armeni inviarono un battaglione di volontari, guidati dal generale Andranik Toros Ozanian. Lo scontro vide uscire i Russi vincitori.